# Da Huawa, da Meier und I
Da Huawa, da Meier und I (hochdeutsch: Der Huber, der Meier und ich) war eine dreiköpfige Musikkabarett-Gruppe aus Niederbayern und der Oberpfalz.

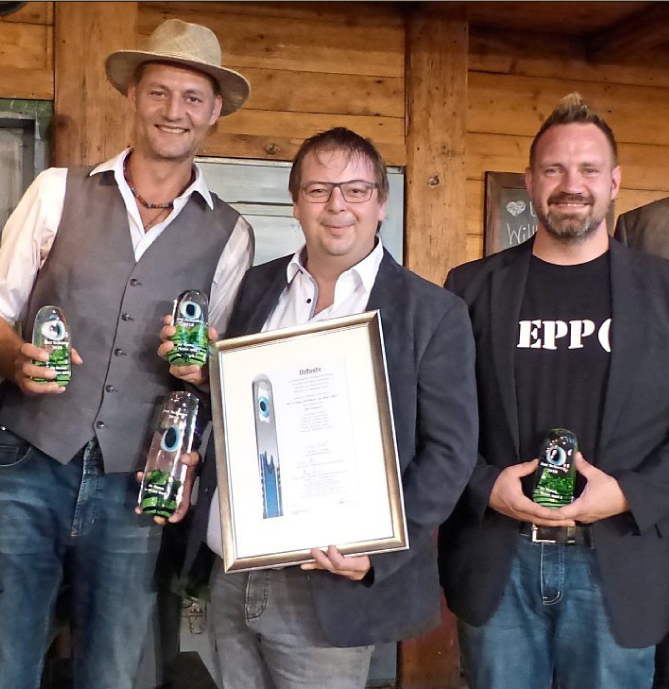
Verleihung des Kulturpreises "Der Schauer" am 24. Juli 2018; v. l. n. r.: Christian Maier ("da Huawa"), Matthias Meier ("da Meier) und Sepp Haslinger ("und I")

## Bandgeschichte

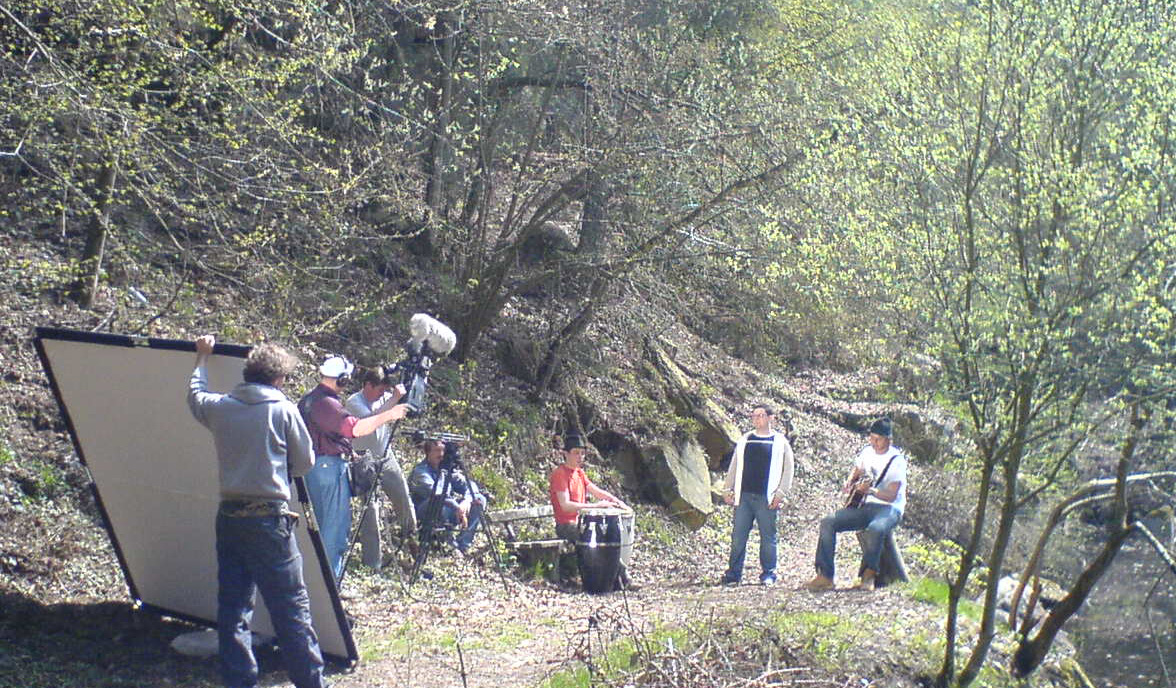
Dreharbeiten für den Bayerischen Rundfunk am Blauen See 2006

Da Huawa, da Meier und I (gegründet 1999) sind Christian Maier (da Huawa), Matthias Meier (da Meier) und Sepp Haslinger (I) aus Niederbayern und der Oberpfalz. Sepp Haslinger löste Anfang 2018 Siegi Mühlbauer als I ab. Seit 2003 spielte die Band – und damit lange vor jeder bayerischen Modewelle – auf den Bühnen Bayerns und Österreichs.
2004 wurde die Kabarettistin Martina Schwarzmann auf Da Huawa, da Meier und I aufmerksam und empfahl die „Bayerische Boygroup“ an Bühnen und Veranstalter. 2004 entstand auch das zweite Bühnenprogramm Bayern und Anderswo. Die ersten musikalischen Gehversuche unternahmen die drei in der Liederbühne Robinson in Runding/Vierau, einer der ältesten Kleinkunstbühnen Bayerns. Ihr ist auch das Lied Blauer See gewidmet.
Im Juli 2018 erhielt die Gruppe in Anerkennung ihres herausragenden Beitrags „zu einer Kultur, die lachen macht“, und „zu einer Kultur, die miteinander macht“, vom Landkreis Cham den Kulturpreis Der Schauer.
Mit über 100 Livekonzerten im Jahr gehörten Da Huawa, da Meier und I zu den erfolgreichen Musik-Kabarett-Gruppen Bayerns. Viele ihrer Lieder wie etwa Bayernland  und Ohne Hos’n, ohne Schuah sind im Süden allgemein bekannt.

## Stil
Aufgespielt wird in Tracht, gesungen in bayerischer Mundart. Die Texte sind dabei hintersinnig und frech und geben kabarettistische Denkanstöße. Thematisch werden gesellschaftliche und politische Themen, nicht nur der bayerischen Heimat, musikalisch aufgearbeitet. Hier zeigen sie, dass Bayern mehr ist als Seppltum, Weißwurst und Brez’n. Sie fühlen dem gesellschaftlichen Treiben auf den Zahn, wie etwa in ihrem Bauern-Blues, in dem sie die „Jammertradition“ der Landwirte ankreiden. Sie analysieren, blicken vorbei an den Landhausgardinen durch die Fenster des Hauses im Grünen und entlarven bayerisches Familienidyll. Aber auch die Heimatverbundenheit gehört zu ihren Themen, wenn sie diese mit all ihren Facetten und Traditionen im Lied Bayernland im klarsten Dreigesang besingen. Ihre Lieder bestechen mal mit viel „Gfui“, sind mal kritisch und ernst, mal hintersinnig und urkomisch. Die musikalische Richtung ist stilistisch vielfältig und reicht von Volksmusik über Blues und Reggae bis hin zum Rock ’n’ Roll.

## Medien
Seit 2008 haben die drei einen festen Platz in der wöchentlich ausgestrahlten Sendung freiraum auf BR-alpha, in der sie in einer Art kleinem Roadmovie die Zuschauer durch ihr Bayern führen. Sie waren außerdem Musikgäste bei Ottis Schlachthof und der Abendschau im Bayerischen Fernsehen, bei Mattuschkes Lieblingen auf Bayern 3 zu hören oder bei Wirtshausmusikanten beim Hirzinger zu sehen. 

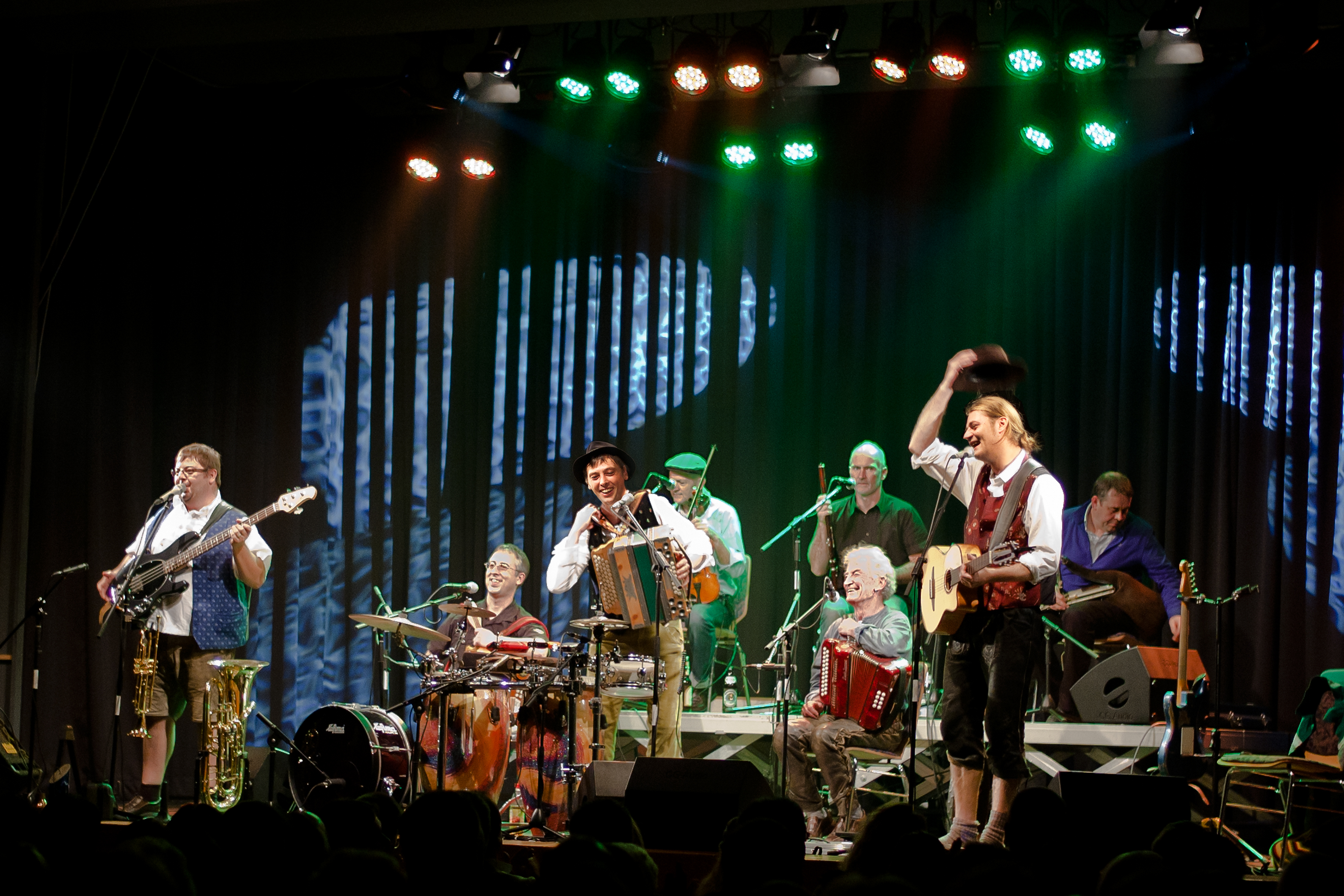
Irish-Bairisch in der Stadthalle Roding im November 2011

## Projekte
Neben ihren Bühnenprogrammen sind Da Huawa, da Meier und I mit dem irisch-bayerischen Musikprojekt Irish-Bairisch unterwegs und verknüpfen gemeinsam mit der irischen Musikgruppe Na Ciotogi bayerische und irische Volksmusik in einem Abendprogramm. Irish-Bairisch hat sich so zu einem Musikeraustausch mit Konzerten in Bayern und Irland entwickelt. Auch gemeinsame Auftritte mit der Bläserformation Die Bayerischen Löwen gehören zu ihren Projekten.

## Diskografie
- 2005: Ohne Hos’n, ohne Schuah (Single)
- 2005: Bayern und anderswo
- 2007: Fensterln, Schnupfa, Volksmusik
- 2009: Da Huawa, da Meier und I (Doku-DVD)
- 2010: Vogelfrei
- 2012: tonbandl’t (Best-Of, Studioalbum)
- 2013: D' Würfel san rund
- 2015: Irish Bayrisch
- 2016: Zeit is a Matz!
- 2019: Agrat

## Auszeichnungen
- 2005: Kleines Passauer Scharfrichterbeil
- 2006: Publikumspreis und zweiter Jurypreis des Thurn- und Taxis-Kleinkunstfestivals Regensburg
- 2018: Kulturpreis "Der Schauer" – Kulturpreis des Landkreises Cham